# Vantanea compacta
Vantanea compacta är en tvåhjärtbladig växtart som först beskrevs av Adalbert Carl Karl Friedrich Hellwig Conrad Schnizlein, och fick sitt nu gällande namn av José Cuatrecasas. Vantanea compacta ingår i släktet Vantanea och familjen Humiriaceae. Inga underarter finns listade i Catalogue of Life.